# Aeropuerto de Smithers
El Aeropuerto de Smithers (del inglés: Smithers Airport) (IATA: YYD, OACI: CYYD) está ubicado a 2 MN (3,7 km; 2,3 mi) al norte de Smithers, Columbia Británica, Canadá.

## Aerolíneas y destinos
- Air Canada Jazz
  - Vancouver / Aeropuerto Internacional de Vancouver
- Hawkair
  - Vancouver / Aeropuerto Internacional de Vancouver
- Central Mountain Air
  - Terrace / Aeropuerto de Terrace
  - Prince George / Aeropuerto de Prince George
- Northern Thunderbird Air
  - Dease Lake / Aeropuerto de Dease Lake